# Leptochiton seishinmaruae
Leptochiton seishinmaruae är en blötdjursart som beskrevs av Saito 1997. Leptochiton seishinmaruae ingår i släktet Leptochiton och familjen Leptochitonidae. Inga underarter finns listade i Catalogue of Life.